# Sophie Scott
Sophie Scott es el nombre por el que se conoce a una mujer alemana que desarrolló e inventó un sistema de taquigrafía para el idioma alemán, que se publicó bajo el nombre de «Homografía» (en alemán: Homographie) en un libro de 109 páginas en Viena en 1831. Sophie Scott es, junto con Catherine Nobbe, la única mujer inventora conocida de un sistema de taquigrafía alemana y, por lo tanto, entró en la historia de la taquigrafía.
El misterio de su verdadera identidad no ha sido resuelto hasta el día de hoy. En el prefacio de su libro de texto de taquigrafía, la autora escribe bajo el seudónimo de «Lady Sophie Scott» y afirma: Esta invención, única en su género, se erige como una obra maestra consumada, que desafía toda la taquigrafía más elogiada; es inalcanzable y la supera a todas. Quizás el mundo nunca conozca mi verdadero nombre, pero el nombre Sophie Scott pasará de boca en boca en el futuro, sin ser olvidado... El mundo se convencerá de que nací en suelo inglés. Ojalá tuviera tantas manos para escribir como nuevas ideas e inventos.
Sophie Scott estaba tan convencida de su «homografía» que llamó «solemnemente» a todos a difundir, reconocer, participar y apoyar esta, entonces nueva, tipografía. Su sistema pertenece a los llamados sistemas posicionales con reproducción puntuada de vocales. A un trazo recto (barra) se le añaden pequeños trazos horizontales o diagonales. Dependiendo de la posición de estas líneas horizontales o diagonales se designan las consonantes. Esto le da a la escritura una similitud visual con la escritura de la Acrópolis. Las vocales se indican mediante un punto o una línea vertical u horizontal muy pequeña a diferentes alturas. La vara también se puede omitir si se utiliza una regla, ya que esto hace que las posiciones sean visibles de todos modos. Sophie Scott ofreció 100 ducados a quien pudiera mostrar mejoras en su sistema.